# Discogs
Discogs (kortform for discographies, dvs. diskografier) er et websted, som består af en crowdsourcing-baseret database med information om lydoptagelser, og en tilknyttet markedsplads (køb/salg), samt et debatforum.
Databasen tillader alle former for kommercielle og ukommercielle udgivelser, promoudgivelser samt uofficielle udgivelser, så længe de er blevet udgivet til offentligheden. Discogs er i dag den største internet-baserede database for udgivne musikindspilninger og andre lydoptagelser. Webstedet har (pr. 13. december 2023) 16.927.661 udgivelser, 8.850.067 kunstnere og 2.054.930 pladeselskaber (Medregnet alle stilarter, genrer og formater), samt 691.974 brugere, og 74.378.249 markedsplads-opslag.

## Historie
Discogs blev oprettet i november 2000 af Kevin Lewandowski (DJ, musikfan og tidligere Intel-programmør), som en database over elektronisk musik. Databasen blev udvidet i 2003 for, at understøtte andre genrer end elektronisk musik. Markedspladsen blev etableret i 2005-2007.